# Grafen von Mortain

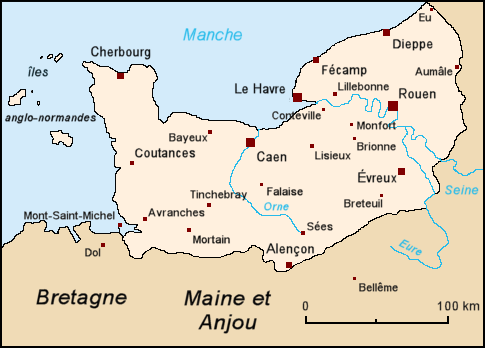
Mortain auf einer historischen Karte der Normandie

Die Grafschaft Mortain war eine mittelalterliche französische Grafschaft im äußersten Südwesten der Normandie mit der Stadt Mortain als Zentrum.

## Liste der Grafen von Mortain
- 996–1032 – Mauger, Sohn von Richard I. von Normandie
- 1032–1048 – Wilhelm Warlong, dessen Sohn
- 1049–1095 – Robert I. von Conteville, Earl of Cornwall (Haus Conteville)
- 1095–1106 – Wilhelm, Earl of Cornwall, † nach 1140
- 1106–1112 – Robert II. von Vitry
- 1112–1135 – Stephan von Blois, Enkel Wilhelms des Eroberers, König von England 1135–1154
- 1135–1141 – Eustach, dessen Sohn, Graf von Boulogne 1150–1153
- 1141–1150 – Gottfried V. Plantagenet, Graf von Anjou 1129–1151, Herzog der Normandie 1144–1150, Schwiegersohn Heinrichs I. von England
- 1150–1154 – herzögliche Domäne
- 1154–1159 – Wilhelm von Blois
- 1159–1189 – herzögliche Domäne
- 1189–1204 – Johann Ohneland, ab 1199 als König von England in Personalunion

Mortain wurde 1204 von Frankreich erobert
- 1204–1216 – Ida von Elsass, Tochter von Matthäus und Maria, und Rainald I. Graf von Dammartin
- 1216–1245 – Mathilde von Dammartin, deren Tochter, und
  - 1216–1233 – Philipp Hurepel, Sohn von König Philipp II. von Frankreich
  - 1238–1245 – Alfons III. König von Portugal 1248–1279
- 1245–1251 – Johanna, und
  - 1245–1250 –  Walter von Châtillon

...
- 1325–1343 – Philipp von Évreux, 1325 Graf von Mortain, Ehemann von:
- 1328–1349 – Johanna II. Königin von Navarra 1328–1349, erhält Mortain als Teil der Entschädigung für ihren Verzicht auf die französische Krone.
- 1349–1387 – Karl II., König von Navarra 1343–1387, deren Sohn
- 1387–1407 – Karl III., König von Navarra 1387–1425, dessen Sohn
- 1407–1412 – Peter, dessen Bruder
- 1412–1425 – Catherine d’Alençon, dessen Witwe, Tochter des Grafen Peter II., und
  - 1412–1413 – Ludwig, Herzog von Guyenne, Sohn König Karls VI.
  - 1413–1425 – Ludwig VII. Herzog von Bayern-Ingolstadt
- 1424–1439 – Johann von Orléans, unehelicher Sohn des Herzogs Ludwig von Orléans
- 1425–1465 – Karl I., 1436 Herzog von Maine
- 1465–1467 – Karl Herzog von Berry 1461–1465, Herzog der Normandie 1466–1472, Sohn von König Karl VII.
- 1467–1472 – Karl I., 1436 Herzog von Maine (2. Mal)
- 1472–1481 – Karl II., 1472 Herzog von Maine
- 1481–1529 – Domaine royal
- 1529–1582 – Ludwig II., Herzog von Montpensier
- 1582–1592 – Franz, Herzog von Montpensier
- 1592–1608 – Heinrich, Herzog von Montpensier
- 1608–1627 – Maria, Herzogin von Montpensier und ** 1626–1660 – Gaston seit 1626, ihr Witwer
- 1660–1693 – Anne, Herzogin von Montpensier
- 1693–1701 – Philippe I. de Bourbon, duc d’Orléans
- 1701–1723 – Philippe II. de Bourbon, duc d’Orléans, Regent von Frankreich 1715–1723
- 1723–1752 – Louis I. de Bourbon, duc d’Orléans
- 1752–1785 – Louis Philippe I. de Bourbon, duc d’Orléans
- 1785–1793 – Louis-Philippe II. Joseph de Bourbon, duc d’Orléans, nach 1789 auch Philippe Égalité genannt

## Englische Grafen von Mortain
- 1417–1418 – Edward Holland (1399–1418)
- 1419–? – Thomas Langholme
- ?–1435 – John of Lancaster
- 1435–1449 – Edmund Beaufort, 1. Duke of Somerset